# Natalia Bukowiecka
Natalia Maria Kaczmarek-Bukowiecka (ur. 17 stycznia 1998 w Drezdenku) – polska lekkoatletka specjalizująca się w biegu na 400 metrów, multimedalistka olimpijska. Żołnierz zawodowy Wojska Polskiego.
Mistrzyni olimpijska w sztafecie mieszanej 4 × 400 metrów (2021), wicemistrzyni olimpijska w kobiecej sztafecie 4 × 400 metrów (2021) oraz brązowa medalistka olimpijska w biegu na 400 metrów (2024). Rekordzistka Polski na 400 m w hali i na stadionie. Mistrzyni Europy w biegu na 400 metrów z Rzymu (2024).
W 2021 została odznaczona Krzyżem Oficerskim Orderu Odrodzenia Polski. Została najlepszym sportowcem Dolnego Śląska w 2021 roku w plebiscycie Gazety Wrocławskiej. Zajęła czwarte miejsce w 89. Plebiscycie „Przeglądu Sportowego” na najlepszego sportowca roku w 2023 i drugie miejsce w 90. edycji plebiscytu w 2024
28 września 2024 wyszła za mąż za kulomiota Konrada Bukowieckiego. 4 lipca 2025 w Akademii Wychowania Fizycznego im. Polskich Olimpijczyków we Wrocławiu obroniła swoją pracę dyplomową, uzyskując tytuł magistra.

## Osiągnięcia
| Rok  | Impreza                                 | Miejsce    | Konkurencja        | Lokata     | Wynik           |
| ---- | --------------------------------------- | ---------- | ------------------ | ---------- | --------------- |
| 2015 | Mistrzostwa świata juniorów młodszych   | Cali       | bieg na 400 m      | półfinał   | 54,25           |
| 2015 | Mistrzostwa świata juniorów młodszych   | Cali       | sztafeta mieszana  | 5. miejsce | 3:24,64         |
| 2016 | Mistrzostwa świata juniorów             | Bydgoszcz  | bieg na 400 m      | półfinał   | 54,32           |
| 2016 | Mistrzostwa świata juniorów             | Bydgoszcz  | sztafeta 4 × 400 m | 6. miejsce | 3:36,95         |
| 2017 | Mistrzostwa Europy juniorów             | Grosseto   | bieg na 400 m      | 7. miejsce | 54,27           |
| 2017 | Mistrzostwa Europy juniorów             | Grosseto   | sztafeta 4 × 400 m | 4. miejsce | 3:34,48         |
| 2018 | Halowe mistrzostwa świata               | Birmingham | sztafeta 4 × 400 m | 2. miejsce | 3:32,07 (elim.) |
| 2018 | Mistrzostwa Europy                      | Berlin     | sztafeta 4 × 400 m | 1. miejsce | 3:28,52 (elim.) |
| 2019 | Młodzieżowe mistrzostwa Europy          | Gävle      | bieg na 400 m      | 1. miejsce | 52,34           |
| 2019 | Młodzieżowe mistrzostwa Europy          | Gävle      | sztafeta 4 × 400 m | 1. miejsce | 3:32,56         |
| 2021 | Halowe mistrzostwa Europy               | Toruń      | sztafeta 4 × 400 m | 3. miejsce | 3:29,94         |
| 2021 | World Athletics Relays                  | Chorzów    | sztafeta 4 × 400 m | 2. miejsce | 3:28,81         |
| 2021 | Igrzyska olimpijskie                    | Tokio      | bieg na 400 m      | półfinał   | 50,79           |
| 2021 | Igrzyska olimpijskie                    | Tokio      | sztafeta 4 × 400 m | 2. miejsce | 3:20,53         |
| 2021 | Igrzyska olimpijskie                    | Tokio      | sztafeta mieszana  | 1. miejsce | 3:09,87         |
| 2022 | Halowe mistrzostwa świata               | Belgrad    | bieg na 400 m      | półfinał   | 51,87           |
| 2022 | Halowe mistrzostwa świata               | Belgrad    | sztafeta 4 × 400 m | 3. miejsce | 3:28,59         |
| 2022 | Mistrzostwa świata                      | Eugene     | bieg na 400 m      | półfinał   | 51,34           |
| 2022 | Mistrzostwa świata                      | Eugene     | sztafeta mieszana  | 4. miejsce | 3:12,31         |
| 2022 | Mistrzostwa Europy                      | Monachium  | bieg na 400 m      | 2. miejsce | 49,94           |
| 2022 | Mistrzostwa Europy                      | Monachium  | sztafeta 4 × 400 m | 2. miejsce | 3:21,68         |
| 2023 | I dywizja drużynowych mistrzostw Europy | Chorzów    | bieg na 400 m      | 2. miejsce | 50,34           |
| 2023 | I dywizja drużynowych mistrzostw Europy | Chorzów    | sztafeta mieszana  | 2. miejsce | 3:12,87         |
| 2023 | Mistrzostwa świata                      | Budapeszt  | bieg na 400 m      | 2. miejsce | 49,57           |
| 2023 | Mistrzostwa świata                      | Budapeszt  | sztafeta 4 × 400 m | 6. miejsce | 3:24,93         |
| 2024 | World Athletics Relays                  | Nassau     | sztafeta 4 × 400 m | 2. miejsce | 3:24,71         |
| 2024 | World Athletics Relays                  | Nassau     | sztafeta mieszana  | eliminacje | 3:13,53         |
| 2024 | Mistrzostwa Europy                      | Rzym       | bieg na 400 m      | 1. miejsce | 48,98           |
| 2024 | Mistrzostwa Europy                      | Rzym       | sztafeta 4 × 400 m | 6. miejsce | 3:23,91         |
| 2024 | Igrzyska olimpijskie                    | Paryż      | bieg na 400 m      | 3. miejsce | 48,98           |
| 2025 | World Athletics Relays                  | Kanton     | sztafeta 4 × 400 m | repasaże   | 3:24,56         |
| 2025 | World Athletics Relays                  | Kanton     | sztafeta mieszana  | 7. miejsce | 3:16,48 (elim.) |
| 2025 | I dywizja drużynowych mistrzostw Europy | Madryt     | bieg na 400 m      | 2. miejsce | 50,14           |
| 2025 | I dywizja drużynowych mistrzostw Europy | Madryt     | sztafeta mieszana  | 1. miejsce | 3:09,43         |

## Rekordy życiowe
- bieg na 400 metrów (hala) – 50,83 (19 lutego 2023, Toruń) rekord Polski[4]
- bieg na 400 metrów (stadion) – 48,90 (20 lipca 2024, Londyn) rekord Polski[5]
- bieg na 200 metrów (stadion) – 22,70 (23 czerwca 2024, Poznań) 3. lokata w polskich tabelach historycznych[13]
- bieg na 300 metrów, w 2024 Potchefstroom, uzyskała czas 35,52 s poprawiając 49 letni nieoficjalny rekord Polski Ireny Szewińskiej wynoszący 35,70 s[14].

7 sierpnia 2021 w Tokio polska sztafeta 4 × 400 metrów z Bukowiecką na pierwszej zmianie wynikiem 3:20,53 ustanowiła aktualny rekord kraju w tej konkurencji.
29 czerwca 2025 w Madrycie polska sztafeta mieszana 4 × 400 metrów z Bukowiecką na ostatniej zmianie wynikiem 3:09,43 ustanowiła aktualny rekord kraju w tej konkurencji.

## Odznaczenia
- Krzyż Komandorski Orderu Odrodzenia Polski (2024)[15][16]
- Krzyż Oficerski Orderu Odrodzenia Polski (2021)[17]
- Brązowy Medal „Za zasługi dla obronności kraju” (2024)[18]